# Vila Cã
Vila Cã est une freguesia portugaise située dans le District de Leiria.
Avec une superficie de 30,35 km2 et une population de 1 725 habitants (2001), la paroisse possède une densité de 56,8 hab/km2.